# Wondreb
Wondreb (tyska) eller Odrava (tjeckiska) är ett vattendrag i södra Tyskland och västra Tjeckien. Det rinner genom Bayern och regionen Karlovy Vary.